# Elaphrus lindrothi
Elaphrus lindrothi es una especie de escarabajo del género Elaphrus, familia Carabidae. Fue descrita científicamente por Goulet en 1983.
Especie nativa del Nuevo Mundo. Se encuentra en América del Norte, en los Estados Unidos. Habita en Illinois, Indiana, Maryland y Virginia.